# Peñagrande (metropolitana di Madrid)
Peñagrande è una stazione della linea 7 della metropolitana di Madrid.
Si trova sotto all'incrocio tra Calle de La Bañeza e il Camino de Ganapanes, nel distretto di Fuencarral-El Pardo.

## Storia
La stazione fu inaugurata il 29 marzo 1999.

## Accessi
Vestibolo Peñagrande
- Vereda de Ganapanes, impares (dispari) Camino de Ganapanes, 33
- Vereda de Ganapanes, pares (pari) Camino de Ganapanes
- Ascensor (Ascensore) Camino Ganapanes, (angolo con Calle de La Bañeza, 40)